# 2013年全国学生躰道優勝大会
2013年全国学生躰道優勝大会（2013ねんぜんこくがくせいたいどうゆうしょうたいかい）は、2013年10月14日に東京都足立区の東京武道館で開催された第47回全国学生躰道優勝大会である。

## 概要
日本躰道協会主催。東京大学が総合6連覇を達成した。女子団体法形競技で優勝を果たした東京医科歯科大学は、1992年以来21年振りの団体法形競技での優勝となった。

## キャッチフレーズ
なし

## 競技結果
| 種目     | 金                  | 銀                        | 銅                      | 4位                   |
| 総合     | 東京大学 （77点）   | 福島県立医科大学 （29点） | 北里大学十和田 （24点） | 城西大学 （24点）     |
| 男子     |                     |                           |                         |                       |
| 団体実戦 | 福島県立医科大学    | 東海大学湘南              | 北里大学十和田          | 城西大学              |
| 団体法形 | 東京大学            | 北里大学十和田            | 北里大学                | 福島県立医科大学      |
| 団体展開 | 北里大学十和田      | 福島県立医科大学          | 北里大学                | 城西大学              |
| 個人実戦 | 渡邊裕介 城西大学   | 野田貴志 東京大学         | 佐々木拓真 東海大学湘南 | 荒川雄太郎 拓殖大學   |
| 個人法形 | 嶋本幸之助 東京大学 | 佐々木拓真 東海大学湘南   | 野本卓也 北里大学十和田 | 山崎真瑛 北里大学     |
| 女子     |                     |                           |                         |                       |
| 団体実戦 | 東京大学            | 福島県立医科大学          | 城西大学                | 東海大学湘南          |
| 団体法形 | 東京医科歯科大学    | 東京大学                  | 城西大学                | 北里大学十和田        |
| 団体展開 | 東京大学            | 福島県立医科大学          | 城西大学                | 北里大学十和田        |
| 個人実戦 | 成島愛実 北里大学   | 加藤紗来 東京大学         | 高橋妙理 宮城大学       | 石橋星香 東海大学湘南 |
| 個人法形 | 清水麻美 琉球大学   | 北野すみれ 東京大学       | 植田恵理子 城西大学     | 村上佑香 神戸学院大学 |
| 男女     |                     |                           |                         |                       |
| 新人団法 | 東京大学A           | 北里大学B                 | 東京大学B               | 拓殖大學B             |

| 最優秀選手 | 清水麻美 琉球大学 |                     |
| 優秀選手   | 渡邊裕介 城西大学 | 嶋本幸之助 東京大学 |
| 技能賞(運) | 成島愛実 北里大学 |                     |